# Almásszelistye
Almásszelistye falu Romániában, Hunyad megyében.

## Fekvése
Marosillyétől északnyugatra fekvő település.

## Története
Almásszelistye nevét 1468-ban említette először oklevél p. Zelesthe néven. Szelistye Illye vár tartozéka volt. 1485-ben a Folti család tagjai kapták új adományként.
A 20. század elején Hunyad vármegye Marosillyei járásához tartozott.
1910-ben 643 lakosából 638 román, 2 magyar volt. Ebből 639 görögkeleti ortodox volt.

## Nevezetességek
- 18. századi ortodox fatemploma a romániai műemlékek jegyzékében a HD-II-m-B-03236 sorszámon szerepel.[1]